# Reuven Moskovitz

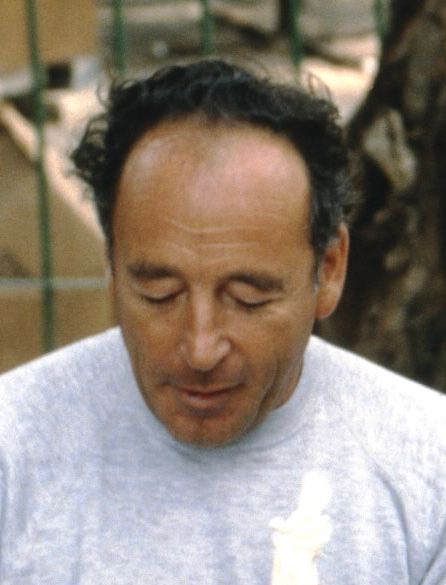
Reuven Moskovitz, Israel, 1986

Reuven Moskovitz (* 27. Oktober 1928 in Frumușica, im Kreis Botoșani, Rumänien; † 4. August 2017 in Jerusalem) war ein israelischer Friedensaktivist.

## Leben
Reuven Moskovitz wurde 1928 im nordrumänischen Schtetl Frumușica geboren. Mit elf Jahren wurde er nach eigenen Angaben „ins Ghetto vertrieben“. Er überlebte den Holocaust trotz Verfolgung und Vertreibung. Nach dem Krieg half er im Auftrag seiner zionistischen Jugendorganisation anderen Juden bei der Flucht aus Rumänien nach Palästina. 1947 gelang ihm die Einwanderung nach Palästina, wo er 1950 den Kibbuz Misgav Am an der libanesischen Grenze mitbegründete. Auch war er einer der Mitbegründer des Friedensdorfes Newe Schalom (s. u.). Er arbeitete als Baggerführer und im Straßenbau, studierte an der Hebräischen Universität Jerusalem Geschichte und hebräische Literatur und wurde Lehrer. Mit Hilfe eines Stipendiums der Friedrich-Ebert-Stiftung absolvierte Moskovitz 1974 ein Studienjahr an der Freien Universität Berlin.
Moskovitz führte als Reiseleiter Gruppen ausländischer Touristen, Schüler und Studenten durch Israel und organisierte Reisen für jüdische und arabische Familien durch Europa.
Moskovitz starb am 4. August 2017 in Jerusalem im Beisein seiner Familie. Er wurde in Newe Schalom beigesetzt.

### Newe Schalom – Wahat al Salam
Moskovitz war Mitgründer des arabisch-jüdischen Friedensdorfes Newe Schalom – Wahat al Salam („Oase des Friedens“). Moskovitz schied aus dem Dorf aus, blieb aber in ständigem Kontakt mit den Bewohnern.
Als ein neues Projekt für Newe Schalom plante er ein alternatives Museum: „Friedensräume – Friedenswege“, in dem Israelis, Palästinenser und Deutsche angeregt werden sollten, einander über die vorgegebenen Muster ihrer Geschichte hinaus neu wahrzunehmen.

### Israelische Friedensbewegung
Moskovitz hielt die israelische Politik gegenüber den Palästinensern für verfehlt. Demütigung und Gewaltanwendung seitens der Israelis, so Moskovitz, müssten seiner Meinung nach immer mehr palästinensische Gewalt provozieren. Bis zuletzt bekämpfte er diese Politik als menschenrechtswidrig und gefährlich. Er wurde nach dem Sechstagekrieg Sekretär der neu entstandenen „Bewegung für Frieden und Sicherheit“.
Moskovitz reiste Ende September 2010 als Passagier auf dem Schiff Irene Richtung Gazastreifen von Nordzypern mit; Mitorganisator war die Organisation European Jews for a Just Peace. Moskovitz hielt es für „eine heilige Pflicht, für mich als einen Überlebenden, gegen die Verfolgung, das Einsperren und Unterdrückung so vieler Menschen zu protestieren, einschließlich mehr als 800 000 Kinder in Gaza“. Der kleine Segler Irene unter britischer Flagge, von sieben jüdischen Aktivisten und zwei Journalisten bemannt, wurde von zehn Schiffen der israelischen Marine abgefangen und nach Aschdod abgelenkt.

### Bundesrepublik Deutschland
Bei seinem ersten Aufenthalt 1974 in der Bundesrepublik fand Moskovitz viel Interesse und Solidarität für Israel. Er gewann Freunde und Mitdenker, besonders im Umfeld der „Aktion Sühnezeichen“ und von Pax Christi. Seitdem empfand er es als seine Aufgabe, die Deutschen, die sich bemühen, ihre geschichtliche Last aufzuarbeiten, zu ermutigen. Sie sollten ihre Zurückhaltung überwinden und ihre Verantwortung erkennen, überall dort Unrecht zu bekämpfen, wo es geschehe, auch in Israel. Gewalt könne auf keiner Seite des Konflikts toleriert werden, zumal sie keine Lösung verspreche. Moskovitz initiierte die Gründung der (kurzlebigen) Deutsch-Israelisch-Palästinensischen Gesellschaft e. V. (DIPF) in Berlin.
40 Jahre lang kam Moskovitz regelmäßig nach Deutschland, zuletzt im Mai 2017 beim Evangelischen Kirchentag. Er hielt zahlreiche Vorträge in politischen Kreisen, in Akademien und Gemeinden und sprach an Schulen als Zeitzeuge.

### Rumänien
Auch in sein Geburtsland kehrte Reuven Moskovitz häufig zurück. Viele Sommer kamen er und seine Frau Varda in das rumänische Dorf Samtul Floresti. Sie brachten junge Leute aus Deutschland mit, um dort beim Wiederaufbau der Gebäude für Kindergarten und Schule zu helfen, mit den Kindern zu lernen, zu musizieren, Theater zu spielen.
Moskovitz gründete 1992 die Deutsch-Rumänische Gesellschaft.

## Ehrungen
2001 wurde Moskovitz mit dem Mount Zion Award und 2003 gemeinsam mit Nabila Espanioly und der „Initiative Ordensleute für den Frieden“ mit dem Aachener Friedenspreis ausgezeichnet. Der AMOS-Preis der Offenen Kirche (OK) ging 2011 an ihn.
Er wurde oft fälschlicherweise als Dr. Reuven Moskovitz bezeichnet, hat tatsächlich aber nie eine Dissertationsschrift an einer Universität eingereicht.

## Schriften
- Der lange Weg zum Frieden. Deutschland – Israel – Palästina. Episoden aus dem Leben eines Friedensabenteurers. Verlag am BEATion/Randlage, Berlin, 5. Auflage 2005, ISBN 3-928357-05-0
- Zur Aussöhnung zwischen Palästinensern und Israelis. In: Für eine Welt ohne Krieg. Gibt es Wege zu einem sicheren Frieden? Beiträge zum 14. Dresdner Friedenssymposium am 11. Februar 2006. (Hrsg.) Dresdener Studiengemeinschaft Sicherheitspolitik (DSS) e. V.: DSS-Arbeitspapiere, Dresden 2006, Heft 79, S. 53–54.
- Ein Leben für Gerechtigkeit, Liebe und Versöhnung. Hrsg. von Martin Breidert und Ekkehart Drost. Emden 2015, ISBN 978-3-00-049873-2